# Robert Parkeharrison
Robert ParkeHarrison (Contea di Pulaski, 1968) è un fotografo statunitense, meglio conosciuto per il lavoro svolto in collaborazione con sua moglie Shana. Attualmente è uno dei maggiori rappresentanti della fotografia surrealista.

## Biografia
Robert ParkeHarrison ha studiato presso il Kansas City Art Institute e l'Università del New Mexico, dove ha ricevuto nel 1994 il Master of Fine Arts.

A partire dalla metà degli anni novanta, si occupa di complesse immagini composte, basate sul tema dell'interazione tra natura e uomo, in particolare della distruzione della natura ad opera della civiltà moderna. Dal 2001, progetta e sviluppa le sue foto con la moglie Shana ParkeHarrison.
Le fotografie di Robert and Shana ParkeHarrison sono state esibite in 18 mostre dedicate e oltre 30 mostre di gruppo sparse in tutto il pianeta. I loro lavori possono inoltre essere osservati in più di 20 musei, inclusi la George Eastman House e il National Museum of American Art allo Smithsonian Institution.